# Évolution du collège épiscopal français en 2007
Liste des évêques français
- 2003
- 2004
- 2005
- 2006
- 2007
- 2008
- 2009
- 2010
- 2011

Cette  page a pour but de présenter les évolutions intervenues au sein du collège épiscopal français au cours de l'année 2007, ainsi que la situation des évêques des diocèses de France métropolitaine et d'outre-mer, mais également des évêques français exerçant pour la curie romaine ou pour des diocèses étrangers au 31 décembre 2008.

## Évolution du1erjanvier au 31 décembre 2007
| Date       | Événement                                 | Titre                                                                               |
| ---------- | ----------------------------------------- | ----------------------------------------------------------------------------------- |
| 07/01/2007 | Installation de Bernard Housset           | Évêque de La Rochelle                                                               |
| 22/03/2007 | Nomination de Christophe Pierre           | Nonce apostolique au Mexique                                                        |
| 26/03/2007 | Mort de François Saint-Macary             | Archevêque de Rennes                                                                |
| 02/04/2007 | Nomination de Pascal Wintzer              | Évêque auxiliaire de Poitiers                                                       |
| 21/04/2007 | Nomination de Jean-Pierre Grallet         | Archevêque de Strasbourg                                                            |
| 11/05/2007 | Nomination de Bernard Ginoux              | Évêque de Montauban                                                                 |
| 13/05/2007 | Mort de Pierre Duprey                     | Secrétaire émérite du Conseil pontifical pour la promotion de l'unité des chrétiens |
| 19/05/2007 | Consécration épiscopale de Pascal Wintzer | Évêque auxiliaire de Poitiers                                                       |
| 01/06/2007 | Mort de Michel Saudreau                   | Évêque émérite du Havre                                                             |
| 24/06/2014 | Mort d'Yves-Marie Dubigeon                | Évêque émérite de Sées                                                              |
| 25/06/2007 | Démission de Paul Poupard                 | Président émérite du Conseil pontifical pour la culture                             |
| 25/06/2007 | Nomination de Jean-Louis Tauran           | Président du Conseil pontifical pour la culture                                     |
| 25/06/2007 | Élévation de Michel Cartatéguy            | Archevêque de Niamey (Niger)                                                        |
| 26/06/2007 | Nomination de Jean-Louis Tauran           | Président du Conseil pontifical pour le dialogue interreligieux                     |
| 05/08/2007 | Mort de Jean-Marie Lustiger               | Archevêque émérite de Paris                                                         |
| 02/09/2007 | Consécration épiscopale de Bernard Ginoux | Évêque de Montauban                                                                 |
| 10/10/2007 | Nomination de Jean-Paul Gobel             | Nonce apostolique en Iran                                                           |
| 30/10/2007 | Nomination de Hervé Gaschignard           | Évêque auxiliaire de Toulouse                                                       |
| 10/11/2007 | Nomination de Jean-Louis Bruguès          | Secrétaire de la Congrégation pour l'éducation catholique                           |
| 10/11/2007 | Élévation de Jean-Louis Bruguès           | Archevêque (titre personnel)                                                        |

Soit pour l'année 2007:
- Neuf nominations
- Une consécration épiscopale
- Cinq décès

## Situation des évêques français au 31 décembre 2007

### Diocèses de France métropolitaine
- Agen : Hubert Herbreteau
- Aire et Dax :  Philippe Breton, Robert Sarrabère évêque émérite
- Aix-en-Provence et Arles :  Claude Feidt
- Ajaccio :  Jean-Luc Brunin
- Albi :  Pierre-Marie Carré
- Amiens :  Jean-Luc Bouilleret, François Bussini évêque émérite, Jacques Noyer évêque émérite, Géry Leuliet évêque émérite
- Angers :  vacant, admin apostolique : Jean-Louis Bruguès, Jean Orchampt évêque émérite
- Angoulême :  Claude Dagens, Georges Rol évêque émérite
- Annecy :  Yves Boivineau
- Arras : Jean-Paul Jaeger
- Auch, Condom, Lectoure et Lombez :  Maurice Gardès, Maurice Fréchard archevêque émérite, Gabriel Vanel évêque émérite
- Autun, Chalon et Mâcon :  Benoît Rivière, Raymond Séguy évêque émérite
- Avignon :  Jean-Pierre Cattenoz, Raymond Bouchex évêque émérite
- Bayeux et Lisieux :  Pierre Pican, Guy Gaucher évêque auxiliaire émérite
- Bayonne, Lescar et Oloron : Pierre Molères
- Beauvais, Noyon et Senlis :  Jean-Paul James, Adolphe-Marie Hardy évêque émérite
- Belfort-Montbéliard : Claude Schockert, Eugène Lecrosnier évêque émérite
- Belley-Ars :  Guy Bagnard
- Besançon :  André Lacrampe, Lucien Daloz archevêque émérite
- Blois :  Maurice de Germiny
- Bordeaux : cardinal Jean-Pierre Ricard, Jacques Blaquart évêque auxiliaire, Marius Maziers archevêque émérite
- Bourges : Armand Maillard, Hubert Barbier archevêque émérite, Pierre Plateau archevêque émérite
- Cahors : Norbert Turini, Maurice Gaidon évêque émérite
- Cambrai : François Garnier
- Carcassonne : Alain Planet, Jacques Despierre évêque émérite
- Châlons-en-Champagne : Gilbert Louis
- Chambéry, Maurienne et Tarentaise : Laurent Ulrich
- Chartres : Michel Pansard, Michel Kuehn évêque émérite
- Clermont : Hippolyte Simon
- Coutances-et-Avranches : Stanislas Lalanne, Jacques Fihey  évêque émérite
- Créteil : Michel Santier, Daniel Labille évêque émérite
- Digne-les-Bains, Riez et Sisteron : François-Xavier Loizeau, Edmond Abelé évêque émérite
- Dijon : Roland Minnerath, Michel Coloni évêque émérite
- Évreux : Christian Nourrichard, Jacques David évêque émérite
- Évry-Corbeil-Essonnes : Michel Dubost, Guy Herbulot évêque émérite, Albert Malbois évêque émérite
- Fréjus et Toulon : Dominique Rey, Joseph Madec évêque émérite
- Gap : Jean-Michel di Falco, Georges Lagrange évêque émérite
- Grenoble : Guy de Kerimel, Louis Dufaux évêque émérite, Michel Mondésert évêque auxiliaire émérite
- Langres : Philippe Gueneley, Léon Taverdet évêque émérite
- La Rochelle et Saintes : Bernard Housset
- Laval : vacant, Paul Carrière évêque émérite
- Le Havre : Michel Guyard
- Le Mans : Jacques Faivre
- Le Puy-en-Velay : Henri Brincard
- Lille : Gérard Defois, Pascal Delannoy évêque auxiliaire, Jean Vilnet évêque émérite
- Limoges : Christophe Dufour, Léon Soulier évêque émérite
- Luçon :  vacant
- Lyon : cardinal Philippe Barbarin, Thierry Brac de la Perrière évêque auxiliaire, Maurice Delorme évêque auxiliaire émérite
- Marseille : Georges Pontier, cardinal Bernard Panafieu archevêque émérite
- Meaux : Albert-Marie de Monléon, Louis Kuehn évêque émérite, Yves Bescond évêque auxiliaire émérite
- Mende : François Jacolin, Paul Bertrand évêque émérite
- Metz : Pierre Raffin
- Montauban : Bernard Ginoux, Jacques de Saint-Blanquat évêque émérite
- Montpellier : Guy Thomazeau, Claude Azéma évêque auxiliaire
- Moulins : Pascal Roland
- Nancy-Toul : Jean-Louis Papin
- Nanterre : Gérard Daucourt, François Favreau évêque émérite
- Nantes : Georges Soubrier
- Nevers : Francis Deniau
- Nice : Louis Sankalé, Jean Bonfils évêque émérite
- Nîmes, Uzès et Alès : Robert Wattebled
- Orléans : André Fort
- Pamiers : Marcel Perrier
- Paris : cardinal André Vingt-Trois, Michel Pollien évêque auxiliaire, Jean-Yves Nahmias évêque auxiliaire, Jérôme Beau évêque auxiliaire, Claude Frikart évêque auxiliaire émérite
- Périgueux et Sarlat : Michel Mouïsse, Gaston Poulain évêque émérite
- Perpignan-Elne : André Marceau, Jean Chabbert évêque émérite
- Poitiers : Albert Rouet, Pascal Wintzer évêque auxiliaire
- Pontoise : Jean-Yves Riocreux
- Quimper et Léon : Jean-Marie Le Vert, Clément Guillon évêque émérite
- Reims : Thierry Jordan, Joseph Boishu évêque auxiliaire en résidence à Charleville-Mézières
- Rennes : Pierre d'Ornellas, Jacques Jullien archevêque émérite
- Rodez et Vabres : Bellino Ghirard
- Rouen : Jean-Charles Descubes, Joseph Duval archevêque émérite
- Saint-Brieuc et Tréguier : Lucien Fruchaud
- Saint-Claude : Jean Legrez, Gilbert Duchêne évêque émérite
- Saint-Denis : Olivier de Berranger
- Saint-Dié : Jean-Paul Mathieu, Paul-Marie Guillaume évêque émérite
- Saint-Étienne : Dominique Lebrun, Pierre Joatton évêque émérite, Paul-Marie Rousset évêque émérite
- Saint-Flour : Bruno Grua, René Séjourné émérite
- Séez : Jean-Claude Boulanger
- Sens et Auxerre : Yves Patenôtre, Georges Gilson archevêque émérite
- Soissons, Laon et Saint-Quentin : Marcel Herriot, Hervé Giraud évêque coadjuteur
- Strasbourg : Jean-Pierre Grallet, Christian Kratz évêque auxiliaire, Joseph Doré archevêque émérite, Charles-Amarin Brand archevêque émérite, Léon Hégelé évêque auxiliaire émérite
- Tarbes et Lourdes : Jacques Perrier
- Toulouse : Robert Le Gall, Hervé Gaschignard évêque auxiliaire, Émile Marcus archevêque émérite
- Tours : Bernard-Nicolas Aubertin, cardinal Jean Honoré archevêque émérite
- Troyes : Marc Stenger
- Tulle : Bernard Charrier
- Valence : Jean-Christophe Lagleize, Didier-Léon Marchand évêque émérite
- Vannes : Raymond Centène, François-Mathurin Gourvès évêque émérite
- Verdun : François Maupu
- Versailles : Éric Aumonier, Jean-Charles Thomas évêque émérite, Louis Simonneaux évêque émérite
- Viviers : François Blondel

### Diocèses de France d'outre-mer
- Basse-Terre et Pointe-à-Pitre : Ernest Cabo
- Cayenne : Emmanuel Lafont
- Fort-de-France et Saint-Pierre : Michel Méranville
- Taiohae (ou Tefenuaenata) (Îles Marquises) : Guy Chevalier, Hervé-Maria Le Cléac’h évêque émérite
- Îles Wallis-et-Futuna : Ghislain de Rasilly
- Nouméa : Michel-Marie Calvet
- Papeete : Hubert Coppenrath, Michel Coppenrath archevêque émérite
- Saint-Denis de La Réunion : Gilbert Aubry
- Saint-Pierre et Miquelon : Lucien Fischer vicaire apostolique

### Autres fonctions en France
- Diocèse aux Armées : Patrick Le Gal
- Éparchie Sainte-Croix-de-Paris des Arméniens catholiques de France : Grégoire Ghabroyan
- Exarchat apostolique de France des Ukrainiens: Michel Hrynchyshyn
- Ordinariat des catholiques des Églises orientales : cardinal André Vingt-Trois ordinaire
- Mission de France : Yves Patenôtre, Georges Gilson prélat émérite, Jean Rémond évêque auxiliaire émérite

### Au service de laCurie romaine
- Secrétairerie d'État : Dominique Mamberti secrétaire pour les relations avec les États
- Administration apostolique en Estonie : Philippe Jourdan administrateur apostolique
- Nonciature au Kenya : Alain Lebeaupin nonce
- Nonciature en Iran : Jean-Paul Gobel nonce
- Nonciature au Mexique : Christophe Pierre nonce
- Nonciature aux Pays-Bas : François Bacqué nonce
- Nonciature auprès de la Communauté européenne : André Dupuy nonce
- Congrégation pour l'éducation catholique : Jean-Louis Bruguès secrétaire
- Conseil pontifical pour la culture : cardinal Paul Poupard président émérite
- Conseil pontifical pour le dialogue inter-religieux : cardinal Jean-Louis Tauran président
- Conseil pontifical « Justice et Paix » : cardinal Roger Etchegaray président émérite

### Au service de diocèses étrangers
- Alger (Algérie) : Henri Teissier
- Andong (Corée du Sud) : René Dupont évêque émérite
- Berbérati (République Centrafricaine) : Jérôme Martin évêque émérite
- Constantine (Algérie) : Gabriel Piroird
- Daloa (Côte d'Ivoire) : Pierre Rouanet évêque émérite
- Djibouti (Djibouti) : Georges Perron évêque émérite
- Guajara-Mirim (Brésil): Geraldo Verdier
- Istanbul (Turquie): Louis Pelâtre vicaire apostolique
- Kerema (Papouasie-Nouvelle-Guinée) : Paul Marx
- Laghouat (Algérie) : Claude Rault
- Mananjary (Madagascar) : Robert Chapuis évêque émérite
- Monaco : Bernard Barsi, Joseph Sardou archevêque émérite
- Mouila (Gabon) : Dominique Bonnet
- Moundou (Tchad) : Samuel Gaumain évêque émérite
- N'Djaména (Tchad) : Charles Vandame archevêque émérite
- Niamey (Niger) : Michel Cartatéguy, Guy Romano évêque émérite
- Nouakchott (Mauritanie) : Robert de Boissonneaux de Chevigny évêque émérite
- Oran (Algérie) : Alphonse Georger
- Ouesso (République du Congo) : Yves Monot, administrateur apostolique
- Paksé (Laos) : Jean Urkia vicaire apostolique émérite
- Pala (Tchad) : Georges-Hilaire Dupont évêque émérite
- Phnom-Penh (Cambodge) : Emile Destombes vicaire apostolique, Yves Ramousse vicaire apostolique émérite
- Port Victoria (Seychelles) : Xavier Baronnet évêque émérite
- Rabat (Maroc) : Vincent Landel
- Santissima Conceição do Araguaia (Brésil) : Dominique You
- Savannakhet (Laos) : Pierre Bach vicaire apostolique émérite
- Temuco (Chili) : Jorge-Maria Hourton Poisson évêque auxiliaire émérite
- Tôlagnaro (Madagascar) : Jean Zévaco évêque émérite
- Viana (Brésil) : Xavier Gilles de Maupeou  évêque

### In Partibus Infidelium
- Partenia : Jacques Gaillot

### Documentation catholique
1. ↑  20 mai 2007 no 2380 p. 497.
2. 1 2  17 juin 2007 no 2382 p. 597.
3. 1 2  5 et 19 août 2007 no 2385 p. 747.
4. ↑  15 juillet 2007 no 2384 p. 695.
5. ↑  2 décembre 2007 no 2391 p. 1079.